# おばけ屋敷ゲーム
おばけ屋敷ゲーム（おばけやしきげーむ）は、バンダイが1980年に発売した2～6人用のボードゲーム。「カードゲーム ジョイファミリー」シリーズのひとつで、プレイヤー達は様々なおばけと対決しながら屋敷内を進み、ゴール（屋敷の外）を目指すのが目的。
80万個以上の売上を記録し、後に復刻やリメイクなども発売された（#関連作品参照）。なお、同社より「パーティジョイ」シリーズでも同名のボードゲームが発売されているが、ゲーム内容は全く異なる（同左）。

## 内容物
ゲーム盤以外に、以下の内容物が存在。詳細な使用方法などは#ゲーム進行を参照。
コマ
人数分のプレイヤーのコマの他、「死神」および「ハシゴ」のコマが1つずつ存在する。
まよけカード
おばけとの対決に使用する小さな札。「力（赤い獅子）」「勇気（黄色い馬）」「知恵（青い山羊）」の3種類が存在し、各プレイヤーが1つずつ所持する。
手札となるカード
ゲーム開始時に各プレイヤーに5枚ずつ配られ、消費するごとに山札から補充する。
- 移動 - 角に書かれた数だけ進む。
- 鍵 - おばけの部屋へ入るために必要。角に数字も書かれており、移動として使用することも可能。
- ハシゴ - 「ハシゴ」のコマを盤上の定められた箇所のいずれかに設置（移動）する。角に数字も書かれており、移動として使用することも可能。
- その他 - 通常よりも多く移動できる「マッハ」、任意で効果を選択して発動できる「エクソシスト」、その場から移動しない（できない）黒塗りの「ブラック」カードが存在する。

おばけカード
おばけ屋敷に潜む、古今東西、様々なおばけが描かれたカード。盤上の「おばけカード置き場」に伏せて置き、おばけとの対決の際、上から1枚めくる。
対決に勝利すると、そのカードは勝利したプレイヤーが所持する。
また、カードにはフレーバーとしてそのおばけに関するテキストも書かれている。
ひとだま
おばけカードに混じって存在し、まよけカードを失うなどの効果をもたらす。
幸運
おばけカードに混じって存在し、おばけとの対決を回避して先に進めるなどの効果をもたらす。

## ゲーム進行
プレイヤーは手番が回ってくる度、手札から移動のカードを出すなどして、すごろくの要領で屋敷内を進んで行く（マス目は足跡のマークで表される）。盤上の特定の場所では、以下のようにゲームを進行する。
おばけの部屋
おばけ屋敷の中に数箇所存在する部屋。入り口までしか移動できず、以下の手順でその先へ進む。
1. 手札から鍵のカードを出して部屋の中へ入る。鍵のカードがない場合は、山札から引くまで入り口に留まることとなる。
2. その部屋の指示に従い、まよけカードを1～2つ出す。
3. おばけカード置き場からカードを1枚めくる。おばけには弱点が存在し、それがプレイヤーの出したまよけ（2つ出していた場合はそのいずれか）と一致していれば勝利、そうでなければ敗北となる。
  - おばけの弱点は1～2つ存在するが（2つの場合はどちらかが一致していれば勝利）、中には「大魔王」という弱点が存在しない（必ず敗北となる）カードが1枚だけ存在する。
  - 勝利した場合、そのおばけカードはプレイヤーが所持する。そしてその部屋の「出口じゅうたん」へ移動し、次の手番から再び移動を始める。敗北した場合はその部屋の指示に従って特定の場所に移動などを行う。
  - めくったカードが「ひとだま」または「幸運」だった場合は、その記述に従う。

死神の橋
ゴール直前に存在する長い橋。死神のコマが置かれ、先頭のプレイヤーが橋の入り口に到達して以降、全てのプレイヤーが移動をするたび、それと同じ数だけ橋の上を往復移動し始める。
プレイヤーが死神と接触してしまった場合、橋の入口まで戻される。ただし、おばけカードを所持していた場合、それをすべて捨てる（死神に差し出す）ことで無効にできる。
また、橋の上には数箇所、死神が移動しない迂回用の通路が存在し、プレイヤーはそこに入って死神をやりすごすことも可能。
その他
- ハシゴ - 盤上にはハシゴのコマを置かないと先に進めない場所が数箇所存在する。ハシゴは1つしかなく、手札からハシゴのカードを出すことで設置箇所を移動できる。
- あかずの間 - おばけとの対決に負けた時に送られることがある部屋。部屋内では自力で移動が出来ず、他のプレイヤーが移動をするたび、それと同じ数だけ出口へ向かって移動する。
- たたりの部屋 - おばけとの対決に負けた時に送られることがある部屋。4回休みとなる。

## 関連作品
ドクロの叫び NEWおばけ屋敷ゲーム
1980年代発売。2～4人用。「ボードゲーム ジョイファミリー」シリーズのひとつ。魔物の悲鳴や笑い声といったサウンドを出す「どくろルーレット」が付属。
「おばけとの対決に勝利しながら屋敷からの脱出を目指す」という概要は同じだが、盤面や具体的なルールは全く異なる（移動はルーレットで行う、おばけとの対決の勝敗は完全にランダムなど）。
おばけ屋敷ゲーム（「パーティジョイ」版）
1987年発売。2～4人用。「パーティジョイ」シリーズのひとつ。
目的が「おばけ屋敷からの脱出」ではなく「最上階で待ち受ける大魔王を倒すこと」になっている。
おばけ屋敷ゲーム（復刻版）
2004年7月発売。「盤盤ゲーム家族」ブランドの第一弾で、本作の当時のデザインそのままの復刻版。
絶叫!おばけ屋敷ゲーム
2012年発売。盤面やカードなどの絵柄をリニューアルしたリメイク作品。専用のスマートホンアプリとの連動の他（ただし必須ではない）、ルールにも若干の追加・変更が存在。
なおスマートホンアプリの配信は、2020年10月30日に終了している。
360度恐怖体感 脱出!おばけ屋敷ゲーム
2017年7月15日発売。おばけとの対決ルールなどに本作の要素を残しつつ盤面を一新、プレイヤー同士の協力要素を盛り込むなど大幅な改変が行われている。
「絶叫! ～」にあったスマートホンアプリとの連動も存在する（やはり必須ではない）が、アプリの配信は2022年3月31日に終了している。